# Copa dos Campeões de Voleibol Masculino de 2009
A Copa dos Campeões de Voleibol Masculino de 2009 foi a quinta edição deste evento, estando sob chancela da Federação Internacional de Voleibol (FIVB).
Disputada a cada quatro anos, sempre no ano posterior aos Jogos Olímpicos, em 2009 foi realizada entre os dias 18 e 23 de novembro, logo após o torneio feminino. Como nas edições anteriores, foi realizada no Japão, nas cidades de Osaka e Nagoya. Distribuiu um milhão de dólares em prêmios.
O título foi conquistado pelo Brasil, o seu terceiro na história, após não ter perdido nenhuma de suas cinco partidas.

## Formato
A competição foi disputada por seis seleções no sistema de pontos corridos, onde todos se enfrentaram em um grupo único. A equipe que somou mais pontos ao final de cinco jogos foi declarada campeã. Em caso de empate nos pontos, o critério de points average determinaria a colocação final.

## Equipes participantes
Seis equipes disputaram a Copa dos Campeões. O Japão por ser o país-sede possuiu vaga assegurada. Quatro vagas foram destinadas aos campeões continentais da Ásia, América do Norte e Central, América do Sul e Europa, e uma vaga foi destinada a uma equipe convidada, nessa edição para o campeão da África.
O Brasil foi a primeira seleção a obter classificação após vencer o Campeonato Sul-Americano em 21 de agosto. Em 13 de setembro a Polônia conquistou pela primeira vez o Campeonato Europeu e a vaga como representante do continente. O Egito sagrou-se campeão africano em 5 de outubro, mesma data em que o Japão conquistou o Campeonato Asiático sobre o Irã, com o segundo obtendo a vaga já que os japoneses estavam previamente classificados. O último classificado foi Cuba, após obter o título da NORCECA em 18 de outubro.
| Classificação                    | Data                        | Sede       | Vagas | Classificados |
| -------------------------------- | --------------------------- | ---------- | ----- | ------------- |
| País-sede                        | -                           | -          | 1     | Japão         |
| Campeonato Sul-americano de 2009 | 14–21 de agosto             | Bolívia    | 1     | Brasil        |
| Campeonato Europeu de 2009       | 3–13 de setembro            | Turquia    | 1     | Polônia       |
| Campeonato Asiático de 2009      | 26 de setembro–5 de outubro | Filipinas  | 1     | Irã           |
| Campeonato Africano de 2009*     | 25 de setembro–5 de outubro | Marrocos   | 1     | Egito         |
| Campeonato da NORCECA de 2009    | 12–17 de outubro            | Porto Rico | 1     | Cuba          |
| TOTAL                            | TOTAL                       | TOTAL      | 6     |               |

*Convite

## Classificação
|     |         |     | Jogos | Jogos | Jogos | Pontos | Pontos | Pontos | Sets | Sets | Sets  |
| Pos | Equipe  | Pts | T     | V     | D     | V      | P      | R      | V    | P    | R     |
| --- | ------- | --- | ----- | ----- | ----- | ------ | ------ | ------ | ---- | ---- | ----- |
| 1   | Brasil  | 10  | 5     | 5     | 0     | 436    | 360    | 1.211  | 15   | 3    | 5,000 |
| 2   | Cuba    | 9   | 5     | 4     | 1     | 474    | 420    | 1.129  | 14   | 7    | 2,000 |
| 3   | Japão   | 8   | 5     | 3     | 2     | 430    | 437    | 0.984  | 9    | 11   | 0.818 |
| 4   | Polônia | 7   | 5     | 2     | 3     | 402    | 433    | 0.928  | 9    | 10   | 0.900 |
| 5   | Irã     | 6   | 5     | 1     | 4     | 472    | 491    | 0.961  | 8    | 14   | 0.571 |
| 6   | Egito   | 5   | 5     | 0     | 5     | 388    | 461    | 0.842  | 5    | 15   | 0.333 |

## Resultados
| Data   | Equipe #1 | Placar | Equipe #2 | 1º Set | 2º Set | 3º Set | 4º Set | 5º Set | Total   | Cidade | Público |
| ------ | --------- | ------ | --------- | ------ | ------ | ------ | ------ | ------ | ------- | ------ | ------- |
| 18 nov | Egito     | 2–3    | Irã       | 25:21  | 20:25  | 21:25  | 25:17  | 10:15  | 101:103 | Osaka  | 520     |
| 18 nov | Cuba      | 2–3    | Brasil    | 22:25  | 26:24  | 18:25  | 25:23  | 10:15  | 101:112 | Osaka  | 1.560   |
| 18 nov | Japão     | 3–2    | Polônia   | 22:25  | 25:15  | 21:25  | 25:21  | 15:10  | 108:96  | Osaka  | 3.470   |
| 19 nov | Irã       | 1–3    | Brasil    | 22:25  | 18:25  | 25:23  | 19:25  |        | 84:98   | Osaka  | 507     |
| 19 nov | Polônia   | 1–3    | Cuba      | 25:22  | 18:25  | 18:25  | 22:25  |        | 83:97   | Osaka  | 1.015   |
| 19 nov | Egito     | 1–3    | Japão     | 15:25  | 25:22  | 21:25  | 17:25  |        | 78:97   | Osaka  | 5.050   |
| 21 nov | Brasil    | 3–0    | Polônia   | 25:17  | 25:17  | 25:18  |        |        | 75:52   | Nagoya | 3.600   |
| 21 nov | Cuba      | 3–2    | Egito     | 25:17  | 23:25  | 25:14  | 23:25  | 15:7   | 111:88  | Nagoya | 5.300   |
| 21 nov | Japão     | 3–2    | Irã       | 27:25  | 18:25  | 25:23  | 20:25  | 16:14  | 106:112 | Nagoya | 8.000   |
| 22 nov | Egito     | 0–3    | Brasil    | 21:25  | 22:25  | 22:25  |        |        | 65:75   | Nagoya | 3.662   |
| 22 nov | Irã       | 1–3    | Polônia   | 23:25  | 25:18  | 26:28  | 23:25  |        | 97:96   | Nagoya | 6.055   |
| 22 nov | Japão     | 0–3    | Cuba      | 19:25  | 20:25  | 22:25  |        |        | 61:75   | Nagoya | 8.000   |
| 23 nov | Cuba      | 3–1    | Irã       | 25:14  | 25:22  | 15:25  | 25:15  |        | 90:76   | Nagoya | 2.071   |
| 23 nov | Polônia   | 3–0    | Egito     | 25:19  | 25:18  | 25:19  |        |        | 75:56   | Nagoya | 3.816   |
| 23 nov | Brasil    | 3–0    | Japão     | 25:12  | 26:24  | 25:22  |        |        | 76:58   | Nagoya | 7.903   |

## Premiação
| Campeão | Vice-campeão | Terceiro lugar |
| Brasil Bruno Rezende · Sidnei dos Santos · Leandro Vissotto · Gilberto Godoy Filho · Murilo Endres · Théo Lopes · Sérgio Dutra Santos · Thiago Soares Alves · João Paulo Tavares · Rodrigo Santana · Lucas Saatkamp · Marlon Yared | Cuba Wilfredo León · Yoandy Leal · Keibir Gutiérrez · Osmany Camejo · Rolando Cepeda · Michael Sánchez · Henry Bell · Robertlandy Simón · Raydel Hierrezuelo · Odelvis Dominico · Yoandri Díaz · Fernando Hernández | Japão Osamu Tanabe · Yuta Abe · Yusuke Matsuta · Daisuke Usami · Yusuke Inoue · Yoshihiko Matsumoto · Kunihiro Shimizu · Tatsuya Fukuzawa · Takaaki Tomimatsu · Yusuke Ishijima · Yuta Yoneyama · Shiro Furuta |

### Individuais
| MVP (Most Valuable Player) | Robertlandy Simón   | Cuba   |
| Melhor atacante            | Tatsuya Fukuzawa    | Japão  |
| Melhor bloqueio            | Robertlandy Simón   | Cuba   |
| Melhor saque               | Robertlandy Simón   | Cuba   |
| Melhor líbero              | Sérgio Dutra Santos | Brasil |
| Melhor levantador          | Bruno Rezende       | Brasil |
| Maior pontuador            | Kunihiro Shimizu    | Japão  |

Fonte: FIVB.org